# 革叶车前蕨
革叶车前蕨（学名：Antrophyum coriaceum）为车前蕨科车前蕨属下的一个种。